# 베르베리돕시스과
베르베리돕시스과(Berberidopsis科, 학명: Berberidopsidaceae 베르베리돕시다케아이[*])는 베르베리돕시스목의 과이다. 이 과는 극소수의 분류학자들에게만 알려져 있었다. 이 식물들은 이나무과에 속하는 것으로 취급되기도 하였다.
2003년의 APG II 식물 분류 체계(1998년의 APG 식물 분류 체계과 다르지 않다)는 이 과를 인정하였고, 목(目)으로는 분류하지는 않고, 그저 핵심진정쌍떡잎식물군에 할당하였다.
이 과는 하나 또는 두 개의 속으로 이루어져있다. 즉 베르베리돕시스속(Berberidopsis)에 2종을 두거나, 베르베리돕시스속과 Streptothamnus속에 각각의 단일 종을 둔다.

## 하위 분류
- 베르베리돕시스속(Berberidopsis Hook.f.)